# Петина (Салерно)
Петина (итал. Petina) је насеље у Италији у округу Салерно, региону Кампанија.
Према процени из 2011. у насељу је живело 1178 становника. Насеље се налази на надморској висини од 660 м.

## Становништво
Према резултатима пописа становништва 2011. у општини је живело 1.214 становника.
| 1931. | 1936. | 1951. | 1961. | 1971. | 1981. | 1991. | 2001. | 2011. |
| ----- | ----- | ----- | ----- | ----- | ----- | ----- | ----- | ----- |
| 1.328 | 1.547 | 1.872 | 1.769 | 1.357 | 1.417 | 1.352 | 1.238 | 1.214 |